# Berkhöpen
Berkhöpen ist ein Ortsteil in der Gemeinde Edemissen im Landkreis Peine in Niedersachsen.

## Geographie
Der Ortsteil Berkhöpen liegt nördlich der Kreisstadt Peine zwischen den beiden Oberzentren Hannover und Braunschweig am Rande der Südheide und 1,5 km nordwestlich von Edemissen. Der Ort ist umgeben vom Waldgebiet des Staatsforsts Berkhöpen.

## Geschichte
Das Gehölz „Berkhopen“ wurde erstmals urkundlich im Jahre 1717 als „herrschaftlicher“ Forst erwähnt. Das Gebiet des „Berkhöpen“ gehörte seit 1532 zur Gografschaft Edemissen im Amt Meinersen und wurde 1885 in den Landkreis Peine eingegliedert.
Erst im Jahre 1907 entstand der Wohnplatz „Berkhöpen“ durch den Bau eines Erholungsheimes für die Mitarbeiter des Peiner Walzwerkes und der Ilseder Hütte. Im Jahre 1928 wurde jener Teil der Ortschaft, in dem Werksanlagen der Preussag entstanden waren, nach Oedesse eingegliedert. Der andere Teil kam zu Edemissen.
1965 erfolgte der Zusammenschluss der selbständigen Gemeinden Edemissen, Alvesse, Blumenhagen, Mödesse, Voigtholz-Ahlemissen und seit 1971 auch Oedesse zur Samtgemeinde Edemissen. Im Zuge der Gebietsreform in Niedersachsen kam es 1974 zur Bildung der Einheitsgemeinde Edemissen aus den Ortschaften der Samtgemeinde Edemissen und weiteren acht selbständigen Gemeinden.

### Erholungsheim Berkhöpen
Im Jahr 1905 erwarb das Peiner Walzwerk in der Forst Berkhöpen ein Grundstück zum Bau eines Erholungsheims. Der  Industrielle Gerhard Lucas Meyer (1830–1916), Mitbegründer des Walzwerkes in Peine, stellte aus seinem Privatvermögen 75.000 Mark zur Verfügung (heute umgerechnet etwa 580.000 Euro). Im Frühjahr 1907 wurde das Erholungsheim für die Werksangehörigen des Peiner Walzwerkes und des Hochofenwerkes der Ilseder Hütte eingeweiht.
Das großzügig gebaute Haus war mit 15 Zimmern und 32 Betten ausgestattet. Die Arbeiter konnten sich hier 14 Tage von der schweren körperlichen Arbeit erholen und erhielten sogar pro Tag ein Taschengeld von drei Mark für den entstandenen Verdienstausfall. Ablenkung und Erholung fanden die Arbeiter bei sportlicher Betätigung und Spiel auf der Kegelbahn und bei Spaziergängen im Wald. Auch eine Bibliothek war vorhanden.
Im Herbst 1914, nach Ausbruch des Ersten Weltkriegs, stellte die Direktion des Peiner Walzwerks das Erholungsheim dem Vaterländischen Frauenverein für „Rekonvaleszenten“ (d. h. als Lazarett für verwundete Soldaten) zur Verfügung.
Im Jahre 1959 erwarb die Preussag (Preußischen Bergwerks- und Hütten-Aktiengesellschaft) das Erholungsheim vom Peiner Walzwerk und baute es zum Lehrlingsheim und Wohnheim für Mitarbeiter um. Ende 1967 verkaufte die Preussag AG das Erholungsheim an den Landkreis Peine. Der Landkreis Peine verpachtete das Areal ab 1968 auf 50 Jahre an die „Lebenshilfe Berkhöpen“. Etwa 30 Jahre blieb die Lebenshilfe Berkhöpen einziger Mieter. In dieser Zeit wurde durch den Landkreis Peine, außer dringenden Notreparaturen, nur wenig zum Erhalt des später auch unter Denkmalschutz stehenden Gebäudes getan. Entsprechend groß wurde der Reparaturstau. 1998 äußerte die Behindertenhilfe Berkhöpen Kaufabsichten für die Astrid-Lindgren-Schule, zum Abschluss kam es aber nicht.
Zur Jahresmitte 1999 berichtete die örtliche Presse erstmals darüber, dass das ehemalige Erholungsheim zu einem Altenheim umgebaut werden sollte. Das Projekt wurde jedoch nicht verwirklicht. Ein weiterer Investor mit ähnlichen Umbauplänen wollte das Erholungsheim erhalten, der alte Baumbestand des Parks sollte jedoch zum großen Teil einem geplanten Neubau weichen. Der Widerstand in der Bevölkerung gegen diese Pläne wuchs und Ende 2005 zog sich auch dieser Investor zurück.
Im Frühjahr 2006 ließ der Landkreis Peine, als Besitzer des Areals, eine hundertjährige gesunde Eiche im Park des Erholungsheimes durch ein „Versehen“ fällen. Das seit 1999 leerstehende Erholungsheim verfiel weiter. Erst zum Jahresende 2007 kam es zu einem Vertragsabschluss. Der Käufer, die Rudolf Meyer GmbH, investierte eine große Summe in die Wiederherstellung des ehemaligen Erholungsheims, das nun auch offiziell als „Villa Berkhöpen“ bezeichnet wurde, wie es der Volksmund schon seit Jahrzehnten nennt. Die Verwaltung der Rudolf Meyer-Gruppe zog 2008 in das restaurierte Gebäude ein. Zum Tag des offenen Denkmals im September 2009 konnte die nun wieder ansehnliche Parkanlage mit ihrem mehr als einhundertjährigen Baumbestand besichtigt werden. Nach der Auflösung der Rudolf Meyer-Gruppe wird das Gebäude seit Sommer 2013 von der Windstrom-Unternehmensgruppe, einem Betreiber von Windenergieanlagen, genutzt.

### Preussag-Werksanlagen
Bereits im Jahr 1928 hatte die Preussag, gemeinsam mit Tiefbohrtechniker und Unternehmer Anton Raky (1868–1943), Bohrungen nach Erdöl im Berkhöpen durchgeführt. Nach ersten Misserfolgen stieg die Preussag aus dem Projekt aus und überließ Raky die Mutungsrechte. Raky schloss sich mit der Gewerkschaft „Deutscher Michel“ zusammen und setzte die Bohrtätigkeit fort. Ende 1931 war Raky durch die Weltwirtschaftskrise gezwungen, seinen Betrieb trotz guter Erfolge und voller Öllager an die Preussag und die Wintershall AG zu verkaufen, um seiner großen Schuldenlast zu entgehen. 1933 gründete die Preussag die Gewerkschaft „Florentine“. In den folgenden Jahren wurden weitere erfolgreiche Bohrungen in und um Berkhöpen niedergebracht.
Während eines Luftangriffes auf die Stadt Hannover im Zweiten Weltkrieg kam es im Herbst 1943 zur Ausbombung der Preussag-Verwaltung im Hannoverschen Immengarten. Daraufhin erfolgte der Umzug aller Betriebsangehörigen von Hannover nach Edemissen und in die umliegenden Dörfer. Die Preussag Erdöl- und Bohrverwaltung wurde im Wald Berkhöpen in einer „Barackenstadt“ untergebracht. Mit Tarnnetzen schützte sich die Preussag gegen die Entdeckung durch die gegnerische Luftaufklärung. Von 1943 bis etwa Anfang 1945 war in Berkhöpen am Südrand der Forst (heute Florentineweg) ein Kriegsgefangenen- und Fremdarbeiterlager eingerichtet.
Im Juni 1945 kam ein Teil der Preussag Erdöl- und Bohrverwaltung von Schönebeck/Elbe nach Berkhöpen und Dedenhausen. Ende 1952 bezog die Verwaltung der Preußischen Bergwerks- und Hütten AG das neue Verwaltungsgebäude in Hannover am Leibnizufer. Die Belegschaftsmitglieder, die bisher in der Baracken-Verwaltung im Berkhöpen tätig waren, zogen nun wieder nach Hannover zurück.

## Religion
Der Ortsteil Berkhöpen gehört zum Kirchspiel der Martin-Luther-Kirchengemeinde Edemissen im Kirchenkreis Peine.

## Kultur und Sehenswürdigkeiten
- Villa Berkhöpen
- Parkanlage der Villa Berkhöpen

### Vereinswesen
- Tennisclub TC-Florentine e.V. von 1961 (Gründung durch die Mitarbeiter und die finanzielle Unterstützung der Preussag AG in Berkhöpen und Hannover)

## Wirtschaft und Infrastruktur
Die Kreisstraße K 6 durchschneidet den Berkhöpen in Nord-Süd-Richtung. Auf der östlichen Seite befinden sich die Anlagen des Tennisclub TC Florentine e.V. von 1961, die Verwaltung der Rudolf-Meyer-Gruppe in der „Villa Berkhöpen“ mit den Nebengebäuden, das Forsthaus der ehemaligen Revierförsterei Berkhöpen und die Behindertenhilfe Berkhöpen mit den Werkstätten und Nebenanlagen.
Auf der westlichen Seite befinden sich elf Einfamilien- und sieben Mehrfamilienhäuser am Florentineweg. In den ehemaligen Werksanlagen der Preussag haben sich eine Auto-Reparaturwerkstatt, eine LKW-Reparatur-Werkstatt, ein Arbeitsbühnen-Verleih, ein Ingenieurbüro, ein Analytik-Labor, und eine Flugschule niedergelassen.
Nördlich des Waldgebietes „Berkhöpen“, befindet sich das Gelände des ehemaligen Flugplatzes Peine-Eddesse.

### Bildung
Neben Kindergärten sind heute in Edemissen Grundschule (in drei Ortsteilen auch Verlässliche Grundschulen), Hauptschule und Realschule eingerichtet. Weiterführende Schulen wie Gymnasium und Berufsbildende Schule befinden sich in der Kreisstadt Peine.

### Verkehr
Es besteht eine Busverbindung des öffentlichen Nahverkehrs nach Edemissen und Peine. Anschlüsse an die Bundesautobahn 2 bilden die Anschlussstellen Peine, Watenbüttel-Braunschweig und Hämelerwald. Die nächstgelegenen Personenbahnhöfe befinden sich in Peine, Dedenhausen und Hämelerwald.